# Adiantum pulverulentum
Adiantum pulverulentum är en kantbräkenväxtart som beskrevs av Carolus Linnaeus. Adiantum pulverulentum ingår i släktet Adiantum och familjen Pteridaceae. Utöver nominatformen finns också underarten A. p. caudatum.

## Bildgalleri

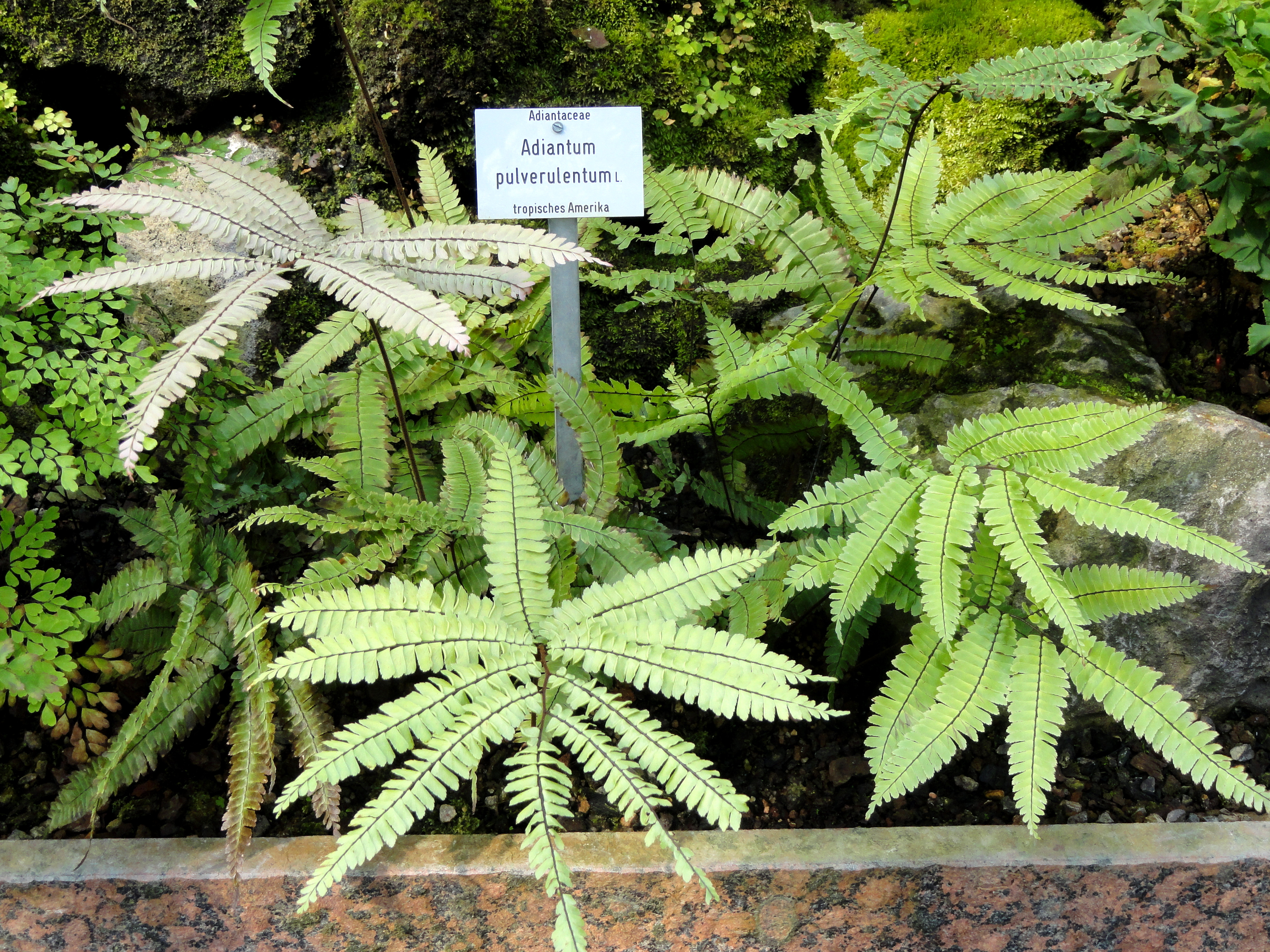